# Katsutoshi Nekoda
Katsutoshi Nekoda (em japonês:  猫田 勝敏; 1 de fevereiro de 1944 — 4 de setembro de 1983) foi um jogador de voleibol do Japão. que jogava como levantador. Ele representou o Japão nas Olimpíadas em 1964, 1968, 1972 e 1976.
Em 1980, ele se aposentou e três anos depois faleceu de câncer de estômago.

Em 2000, ele foi um dos 8 finalistas do Prêmio aos melhores jogadores de voleibol do Século XX pela FIVB.

## Maiores conquistas esportivas
Katsutoshi Nekoda e seus companheiros ganharam um bronze nas Olimpíadas de Tóquio de 1964, uma prata nas Olimpíadas do México de 1968 e um ouro nas Olimpíadas de Munique de 1972.

## Por que ele era tão bom?
Nekoda representou seu país e ajudou a conquistar três medalhas no Japão como titular da Seleção Nacional Masculina.
Ele levantava de costas para a rede, sem dar chance de saber para que lado a bola iria, e até hoje ele é lembrado no vôlei, como um dos melhores levantadores do mundo.

## O que você talvez não saiba
- Um ginásio localizado em Hiroshima foi construído em 1989 em memória de Katsutoshi Nekoda. É a casa do JT Thunders, um time masculino de vôlei em Hiroshima.
- Ele morreu quando tinha apenas 39 anos.